# 五島玄雅
五島 玄雅（ごとう はるまさ）は、肥前国福江藩初代藩主。五島家21代当主。大浜玄雅や宇久玄雅とも言う。
宇久純定の3男。先代当主・五島純玄の叔父に当たる。キリシタン大名でもあった。

## 略歴
宇久家の分家である大浜家にいた兄の宇久純尭が本家に戻って家督を継いだため、代わって養子となり、当初は大浜姓を名乗っていた。父の宇久純定と同様にキリスト教徒であった。
天正14年（1586年）12月、秀吉の豊臣姓祝儀のために宇久家から使者として大坂に派遣された。この時、堺奉行の小西隆佐から島津征伐の案内を依頼されたことが縁で、小西氏と知遇を得た。また結果的には島津氏との橋渡しも行ったので、同家とも親しくなった。
第19代・宇久純尭や第20代・五島純玄に棄教を迫った大叔父宇久盛重と争い、一時、長崎に出奔。しかし島津氏の取り成しで帰参し、文禄元年（1592年）の朝鮮出兵には参加した。またこの時、純玄と同じく五島と名字を改名した。
文禄3年（1594年）8月、純玄が文禄の役の休戦期間に天然痘に罹り、玄雅は自ら看病したが、その甲斐なく純玄は死去して、遺言でその跡継ぎに指名された、しかし玄雅は家中が対立した過去の経緯からこれを固辞した。小西行長が説得して、玄雅には嫡男がいたが、従兄弟宇久盛長（宇久盛重の子）の長男五島盛利を養子とし後継者とすることで、反対派を納得させられるとして当主となった。
慶長2年（1597年)8月、純玄の朝鮮出兵での戦功を賞されて、玄雅は豊臣姓を下賜された。慶長の役にも引き続き出征。慶長5年（1600年）の関ヶ原の戦いでは中立を保ち、戦後に徳川家康から所領を安堵されて初代福江藩主となった。
慶長17年（1612年）に死去した。享年65。

## 系譜
- 父：宇久純定
- 正室：大久保家次の娘
- 生母不明の子女
  - 長女：松尾利意室
  - 次女：大浜正重室
- 養子：五島盛利 ー 宇久盛長の長男